# Champagne Chanoine Frères
Pour les articles homonymes, voir Chanoine (homonymie).
Chanoine Frères est la deuxième plus ancienne maison de Champagne (fondée en 1730 à Épernay, soit un an après Ruinart). Aujourd'hui elle appartient au groupe Lanson-BCC. Sa production est de 3,5 millions de bouteilles par an (dont 500 000 pour la marque Tsarine).

## Histoire
La famille Chanoine est l'une des plus vieilles familles d'Épernay.
Dès 1730, sous le règne du roi Louis XV, Jacques-Louis et Jean-Baptiste Chanoine y établissent une maison de commerce de vins de Champagne sous la raison sociale Chanoine Frères.
C'est également en 1730 que Messieurs Chanoine Frères obtiennent de la ville d'Épernay l'autorisation d'y creuser la première cave à Champagne.
Les deux frères Chanoine sillonnent l'Europe et développent ainsi une solide clientèle.
En hommage à la Russie des Tsars, principal marché étranger du champagne au XIXe siècle, Chanoine Frères a créé la Cuvée Tsarine.

## Famille Chanoine
La généalogie de la famille Chanoine a été publiée dans le Recueil généalogique de la bourgeoisie ancienne d'André Delavenne (1956, S.G.A.F. Paris).
Les membres de cette famille se sont illustrés dans le négoce des vins de Champagne ainsi que dans l'armée :
- Jean Louis Chanoine (1787-1872), négociant de vins de Champagne, conseiller général de la Marne et maire d'Épernay de 1840 à 1848 ;
- Général Jules Chanoine (1835-1915), conseiller général de la Marne et ministre de la Guerre en 1898 ;
- Jacques Chanoine (1882-1944), général mort pour la France ;
- Jacques Henri Chanoine (1805-1876), polytechnicien, inspecteur général honoraire des Ponts et Chaussées, inventeur du barrage Chanoine.

## Gamme de produits
- Grande Réserve (70 % pinot noir, 15 % meunier, 15 % chardonnay), région d'Épernay
- Millésime 1995 (100 % chardonnay), Côte des Blancs
- Premier Cru (50 % pinot noir, 50 % chardonnay), Grande Montagne de Reims
- Cuvée Rosé (35 % pinot noir, 10 % meunier, 55 % chardonnay), Grande Montagne de Reims

## Cuvée de prestige
- Tsarine